# Steve Reeves
Stephen Lester "Steve" Reeves (n. 21 ianuarie 1926, Glasgow⁠(d), Montana, SUA – d. 1 mai 2000, Escondido⁠(d), California, SUA) a fost un culturist profesionist american, actor și filantrop. El a fost renumit la jumătatea anilor 1950 ca o vedetă de cinema în filmele peplum italiene, jucând personaje musculoase precum Hercule, Goliat și Sandokan. La maximul carierei sale, era cel mai bine plătit actor din Europa.

## Filmografie

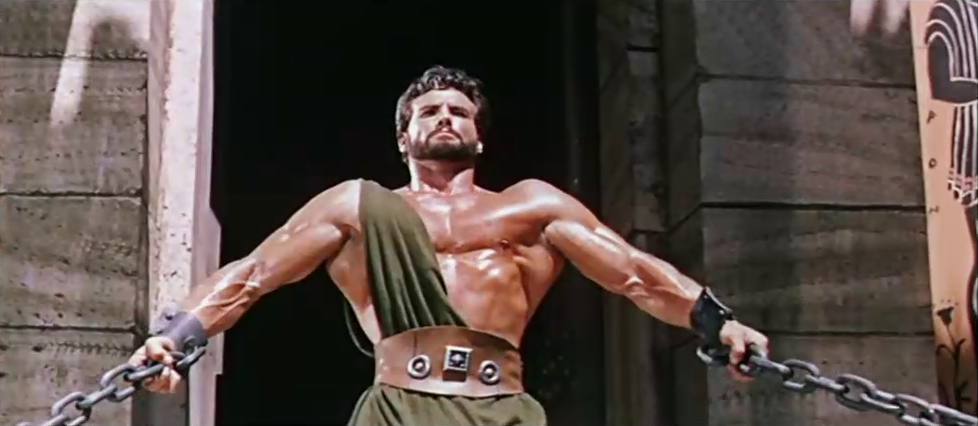
Steve Reeves în Hercules

- Athena (1954) film Hollywood regizat de Richard Thorpe
- Jail Bait (1954) film Hollywood regizat de Ed Wood Jr.
- 1958 Muncile lui Hercule (Le fatiche di Ercole), regia Pietro Francisci
- Hercules Unchained (1959) (Ercole e la regina di Lidia / Hercule și Regina din Lidia) relansat în SUA în 1960
- Goliath and the Barbarians (1959) (Il terrore dei barbari / Terror of the Barbarians)
- The Giant of Marathon (1959) (La battaglia di Maratona / The Battle of Marathon)
- The Last Days of Pompeii (1959) (Gli ultimi giorni di Pompei / The Last Days of Pompeii)
- The White Warrior (1959) (Hadji Murad il Diavolo Bianco / Hadji Murad, The White Devil) regizat de Riccardo Freda
- Morgan, the Pirate (1960) (Morgan, il pirata/ Morgan, the Pirate)
- 1960 Hoțul din Bagdad (Il Ladro di Bagdad), regia Arthur Lubin și Bruno Vailati
- The Trojan Horse (1961) (La guerra di Troia/  The Trojan War)
- Duel of the Titans (1961) (Romolo e Remo / Romulus and Remus)
- The Slave (1962) (Il Figlio di Spartaco / Son of Spartacus)
- The Avenger (1962) (La leggenda di Enea / The Legend of Aeneas) relansat și ca The Last Glory of Troy; sequel al The Trojan Horse
- Sandokan the Great (1963) (Sandokan, la tigre di Mompracem/ Sandokan, the Tiger of Mompracem) regizat de Umberto Lenzi
- Pirates of Malaysia (1963) a.k.a. Sandokan, the Pirate of Malaysia, a.k.a. Pirates of the Seven Seas; acesta este un sequel al Sandokan the Great, regizat de Umberto Lenzi
- A Long Ride from Hell (1967) (I Live for Your Death!) film spaghetti wester regizat de Camillo Brazzoni, produș și co-scris de Steve Reeves